# Översvämningarna i Europa 2021

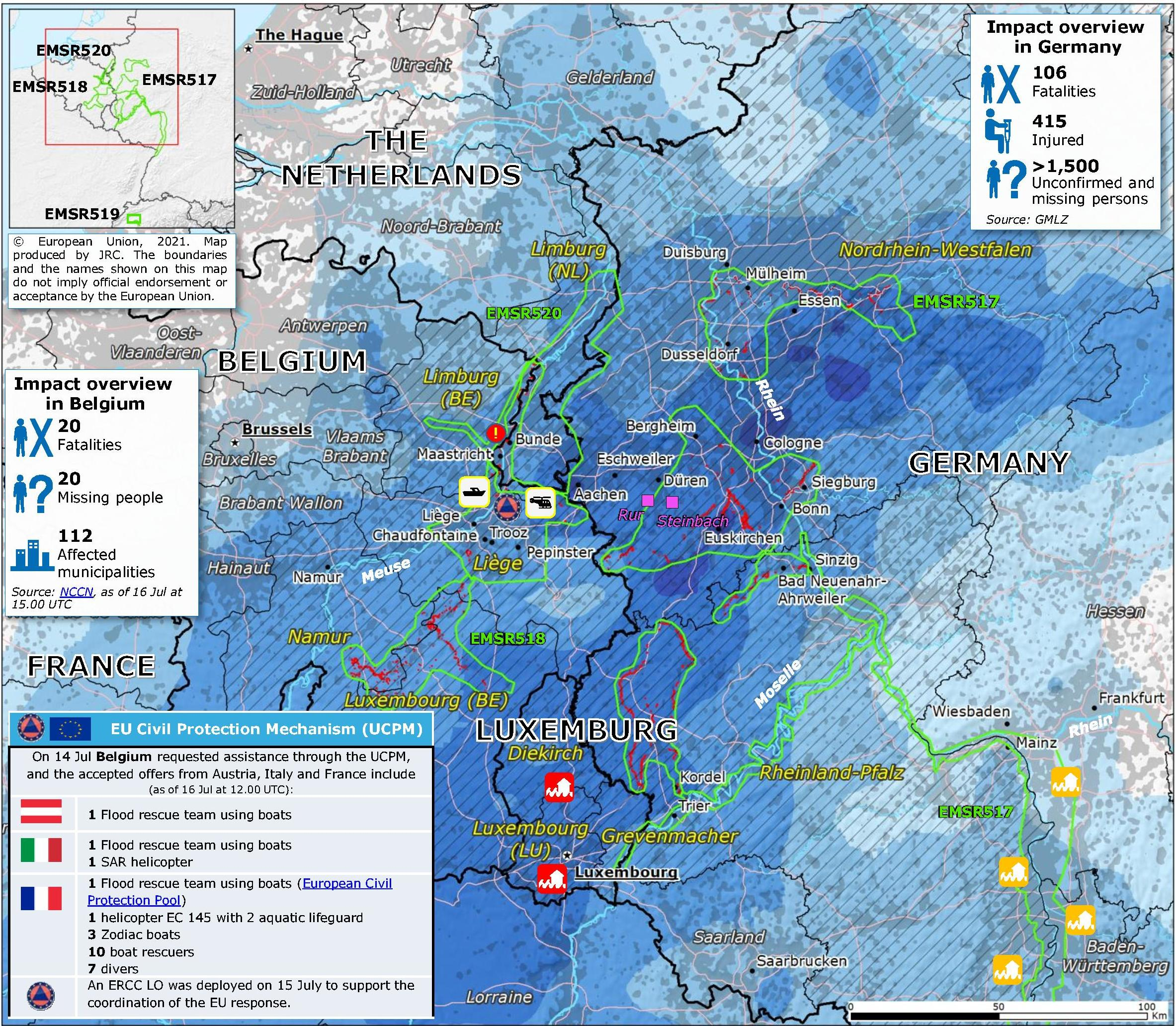
Drabbade områden enligt EU:s samordningscenter för nödsituationer (ERCC).

I juli 2021 drabbades flera europeiska länder av svåra översvämningar. Vissa var katastrofala och orsakade dödsfall och omfattande skador. Översvämningarna drabbade först Storbritannien och senare flera avrinningsområden i Europa i länderna Österrike, Belgien, Kroatien, Tyskland, Italien, Luxemburg, Nederländerna och Schweiz. Minst 243 människor dog i översvämningarna, varav 196 i Tyskland, 43 i Belgien, två i Rumänien, en vardera i Italien och Österrike.[källa behövs]
Skadorna på infrastrukturen var särskilt allvarliga i Belgien och Tyskland. Översvämningarna beräknas ha kostat minst 2 miljarder euro i försäkrade värden men de totala kostnaderna beräknas vara mycket högre, runt 46 miljarder euro. Forskare, aktivister och reportrar har kopplat översvämningarna till globala trender som extremväder orsakat av klimatförändringar.
Den 12−15 juli föll kraftigt regn över Storbritannien, västra Tyskland, Nederländerna, Belgien och Luxemburg. Ett stormoväder rörde sig österut från Frankrike in i Tyskland och stannade över området i två dagar. Nederbörden på 48 timmar i östra Belgien uppmättes till 271.5 mm i Jalhay och 217 mm i Spa. I Nordrhein-Westfalen och norr om Rheinland-Pfalz i Tyskland föll i genomsnitt 100−150 mm på 24 timmar, vilket motsvarar mer än en månads regn. I Reifferscheid föll 207 mm inom nio timmar och i Köln föll 154 mm på 24 timmar. Nederbörden orsakade översvämningar i Belgien, Tyskland, Nederländerna och Schweiz och fick flera floder att svämma över.

## Österrike
Den 17 juli svepte en översvämning genom Hallein, en stad nära den tyska gränsen och räddningsarbetare i delstaterna Salzburg och Tyrolen sattes i hög beredskap för översvämningar. En man dog i Saalbach-Hinterglemm under översvämningarna.[källa behövs]

## Belgien

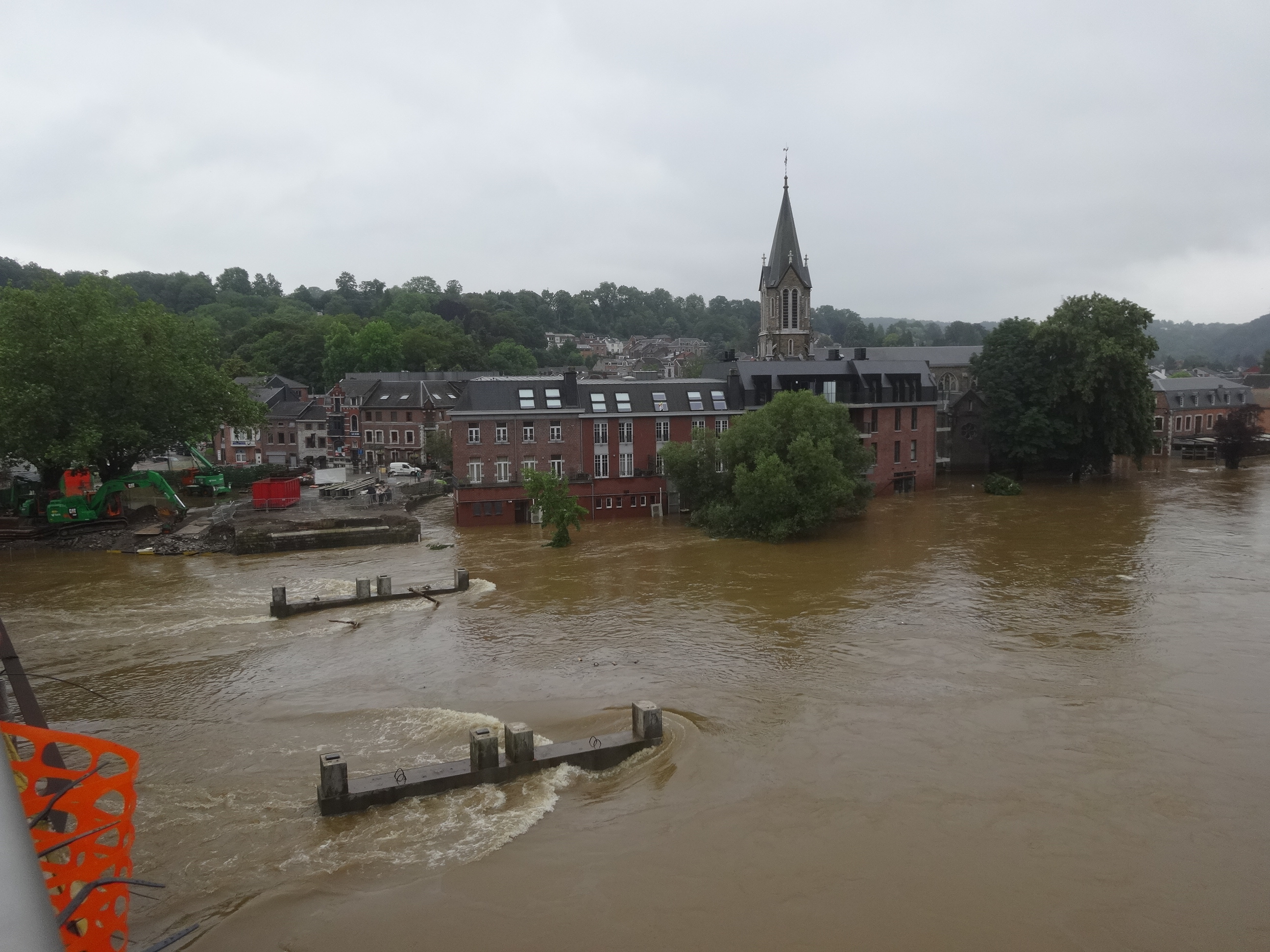
Översvämning i Tilff, Belgien.

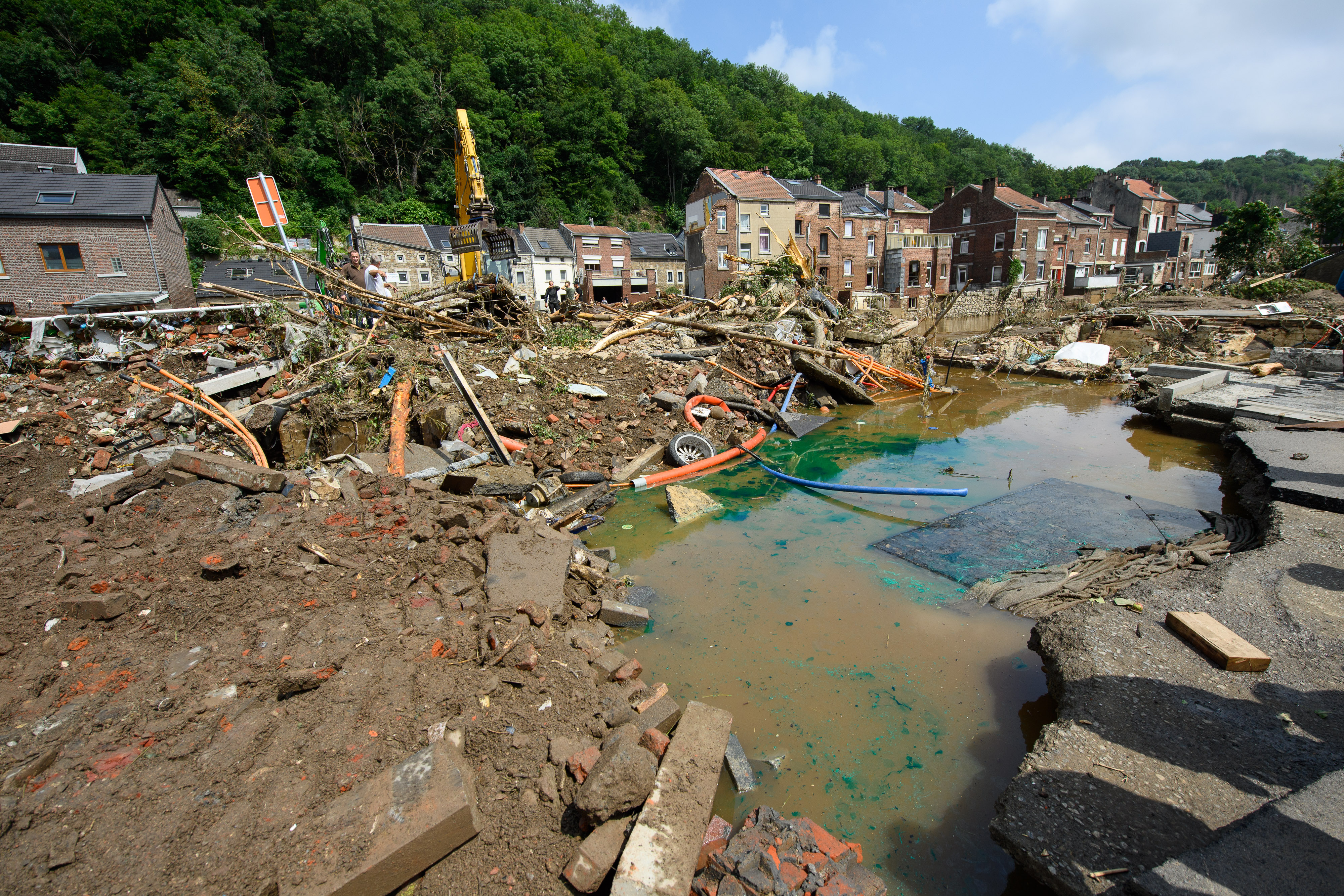
Skador i Pepinster, Belgien den 17 juli.

Den 15 juli uppmanades alla invånare i staden Liège att evakuera för att floden Meuse riskerade att svämma över och för att en dammbro riskerade att kollapsa. Den 16 juli fick flera mindre kommuner i provinsen Limburg också order om att evakuera. På grund av översvämningarna och att minst tio bränsletankar hade börjat läcka ut i floder, lämnades flera kommuner i provinserna Liège och Namur utan dricksvatten. Omkring 41 000 hushåll lämnades utan el i Vallonien. Byggnader nära floder kollapsade. I staden Pepinster vid floden Vesder kollapsade minst 20 hus och 23 personer dog. I staden Verviers blev mer än 10 000 invånare tvungna att flytta för att deras hem hade blivit obeboeliga. Utbredd plundring var också ett problem.[källa behövs]
Nederbörden var mest intensiv i östra Belgien, med 271,5 mm regn under 48 timmar i kommunen Jalhay.
Ett tåg spårade ur vid Grupont när spårbädden spolades bort av översvämningsvatten. Tidiga uppskattningar pekade också på allvarliga skador på jordbrukssektorn i landet. Under själva översvämningen måste gårdar och boskap evakueras och många åkrar skadades och skördar förstördes av översvämningen. Tävlingsbanan Circuit de Spa-Francorchamps fick skador på tillfartsvägar och digital infrastruktur.
Belgiens premiärminister Alexander De Croo utropade en nationell sorgedag den 20 juli.

## Kroatien
Slavoniaregionen drabbades av översvämningar och kraftigt regn orsakade allvarliga skador, särskilt för bönder. Inga dödsfall rapporterades.

## Tjeckien
Kraftiga regn ledde till översvämningar, särskilt i norra Böhmen, och flera samhällen nära Česká Lípa var tvungna att evakueras. Landets ledning lovade nödhjälp till dem som drabbats av översvämningarna på upp till 57 900 koruna (2270 euro).

## Frankrike

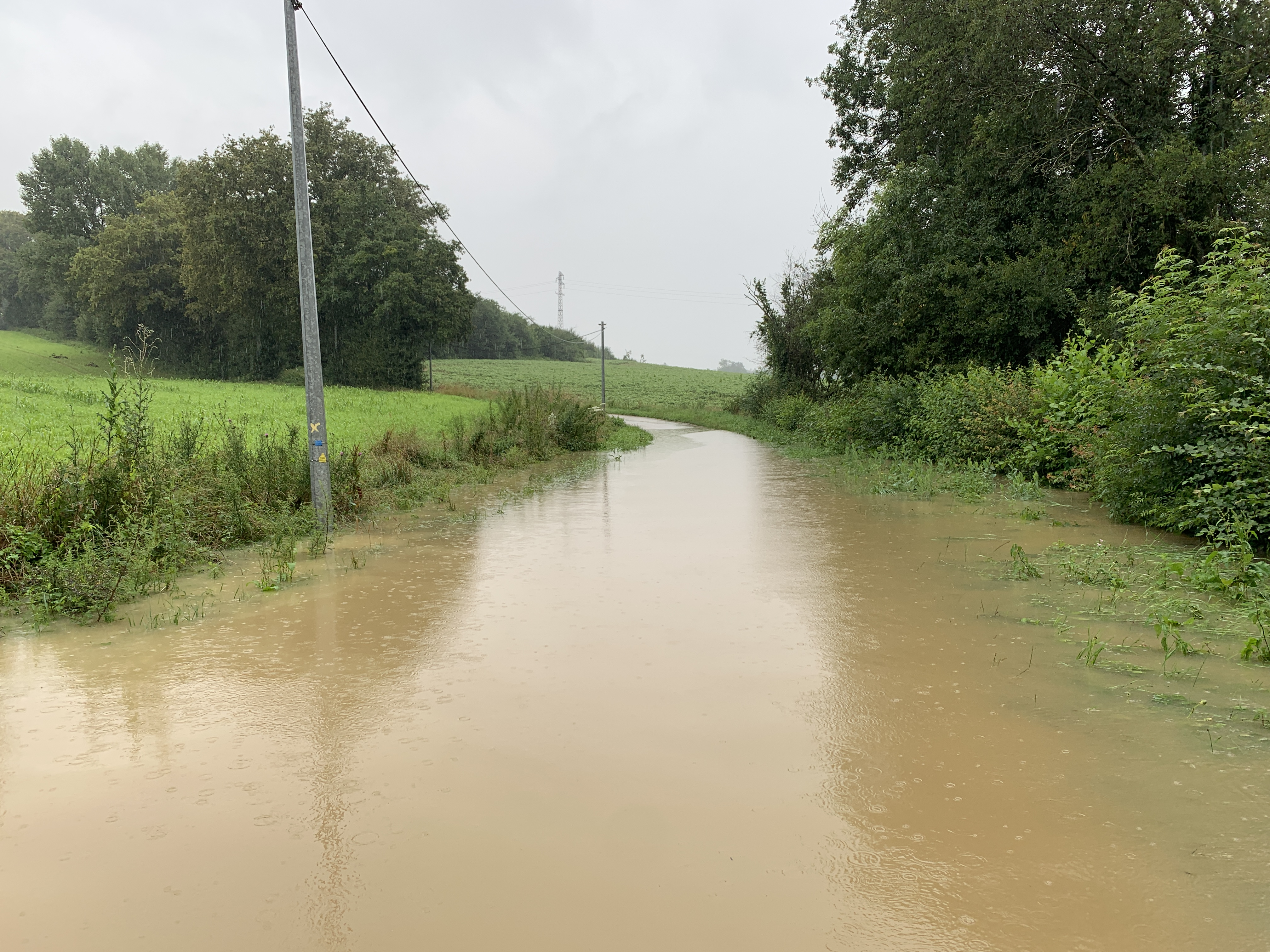
Översvämningar i Saint-Cyr-sur-Menthon, Frankrike, 15 juli.

Enligt Météo-France föll mellan 150-200 mm regn i Châtel-de-Joux, Plainfaing, Le Fied och Villiers-la-Chèvre.

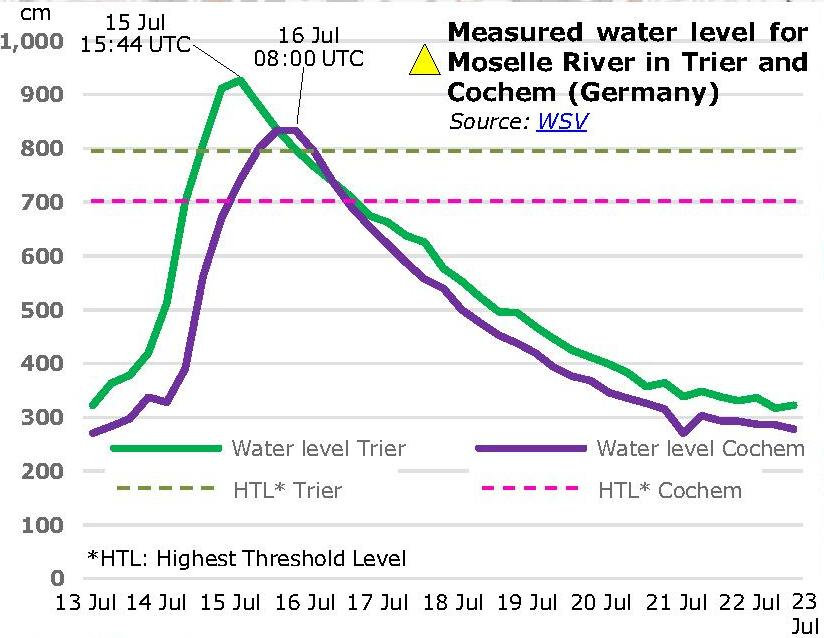
Uppmätt vattennivå för floden Mosel i Trier och Cochem.

Inga dödsfall rapporterades.

## Tyskland

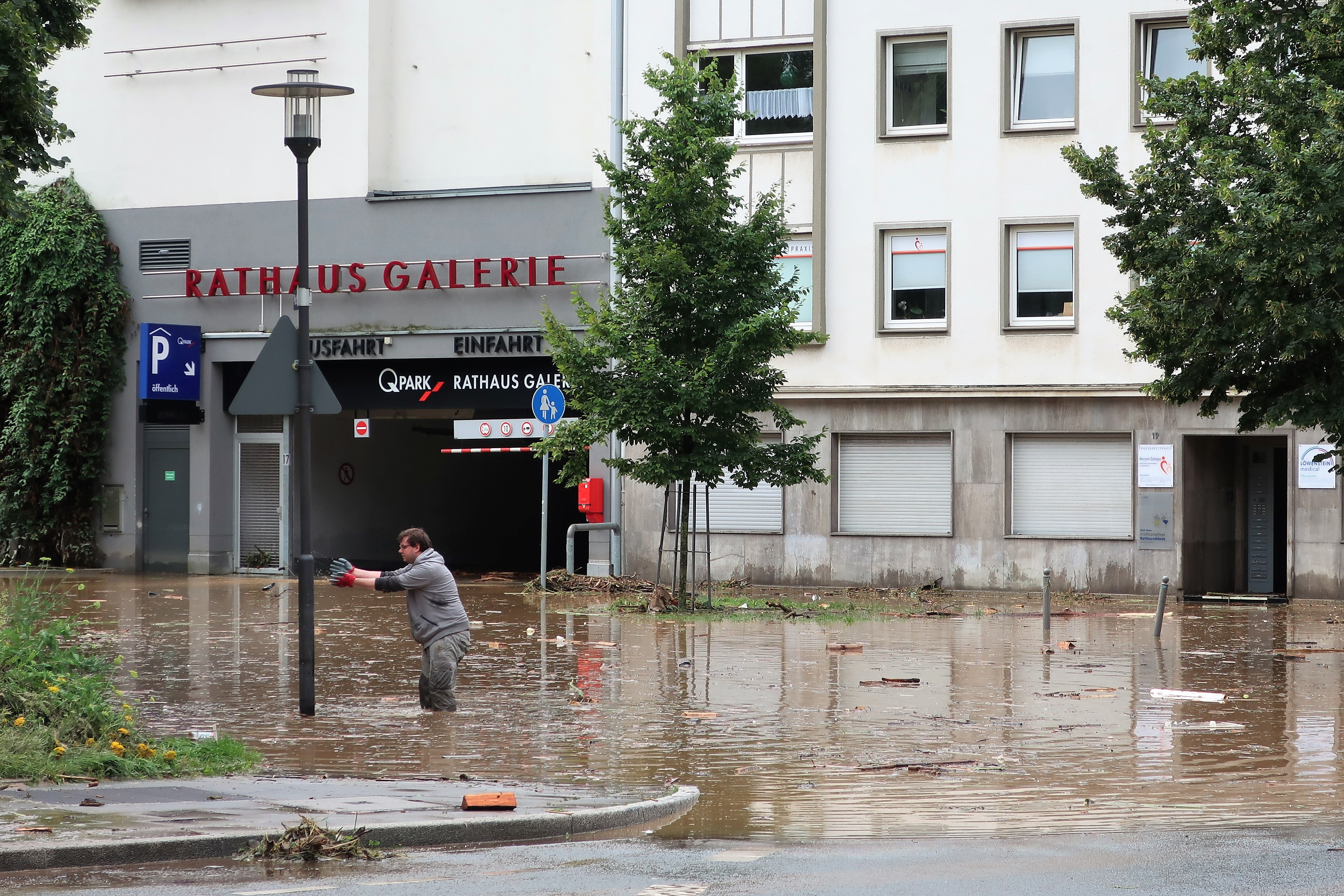
Översvämningsskador i Hagen, Tyskland.

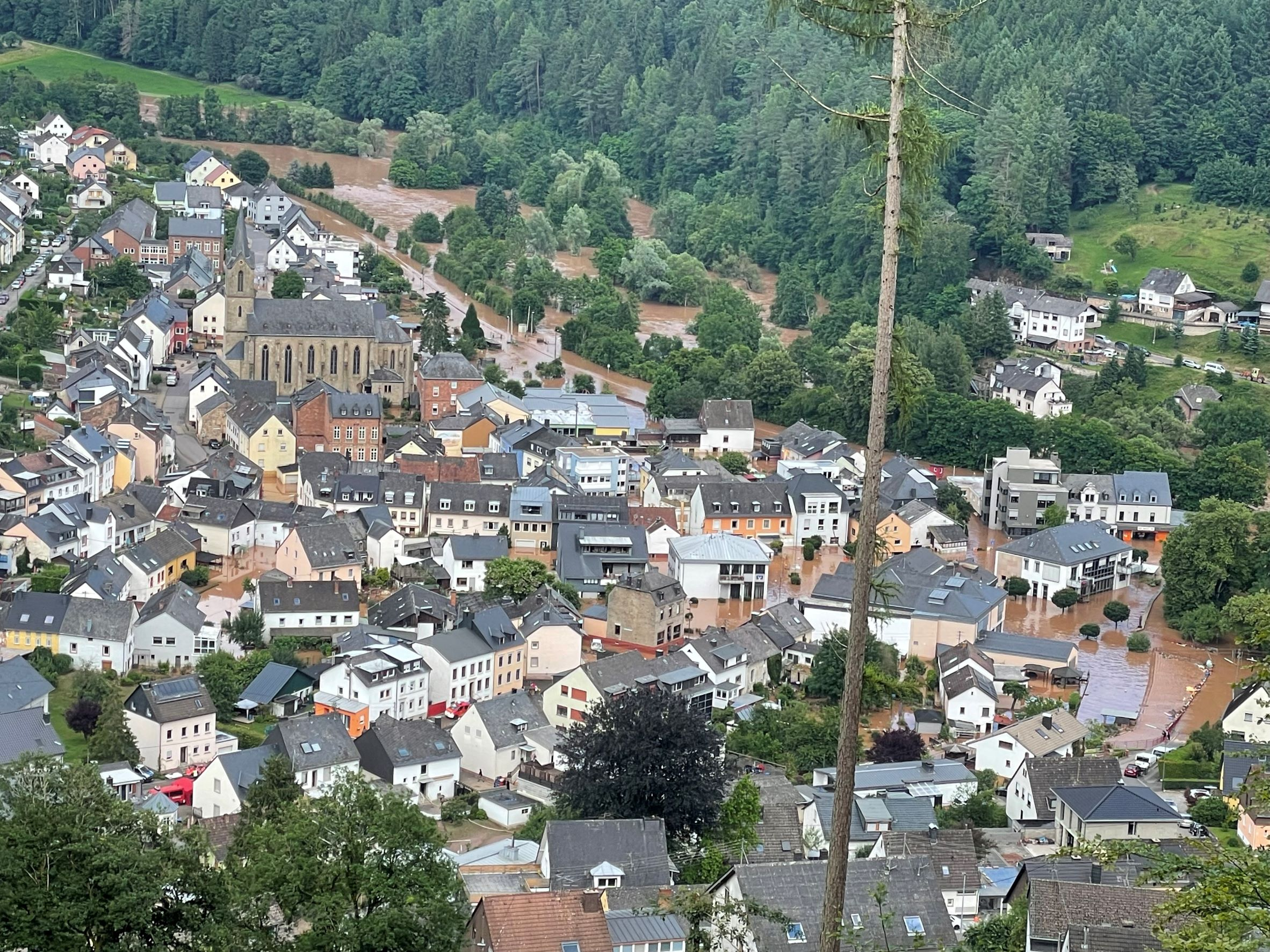
Översvämning i Kordel, Tyskland.

Med minst 184 dödsfall är översvämningarna den dödligaste naturkatastrofen i Tyskland sedan Nordsjöfloden 1962. 1 300 personer hade rapporterades initialt som saknade mycket på grund av att mobiltelefonin låg nere i vissa regioner och personer därför inte kunde nås. Omkring 15 000 poliser, soldater och räddningstjänstarbetare var utplacerade för att hjälpa till med sökarbetet.
Under översvämningarna dog 135 personer i distriktet Ahrweiler), 47 personer i Nordrhein-Westfalen (varav tjugosju i Euskirchen), och två i Bayern. Fyra brandmän fanns bland de döda. Den 16 juli var omkring 102 000 människor fortfarande utan ström. Den tyska vädertjänsten rapporterade att mängden regn i vissa områden i Tyskland var den högsta på över 100 år. Vissa områden hade fått en månads genomsnittliga nederbörd på en dag.
Några av de värsta skadorna från översvämningen var i distriktet Ahrweiler, Rheinland-Pfalz, där floden Ahr svämmade över även orsakade minst 110 dödsfall. Topografin av Ahr-dalen i västra Tyskland, med vissa delar som liknar raviner, kan ha förvärrat effekterna av det kraftiga nederbörden. Den 14 juli utlyste staden Hagen undantagstillstånd, efter att floden Volme börjat svämma över.
I Blessem översvämmade floden Erft ett stenbrott den 16 juli, vilket ledde till ett stort jordskred. Experter varnade för att Steinbachtal-dammen kunde brista, och 4 500 människor evakuerades från delar av Euskirchen, och senare flera tusen fler från delar av Rheinbach och Swisttal. Drönare sattes in för att inspektera dammen; medan inga sprickor hittades, sa lokala politiker att situationen as of 16 July förblev "kritisk". Den 16 juli brast en damm nära Wassenberg, vilket föranledde evakueringen av Ophoven. Omkring 360 fångar var tvungna att evakueras från ett fängelse nära Euskirchen på grund av bristande tillgång på vatten och el. I Eschweiler tvingades alla, över 300, patienterna att evakueras. Den 14 juli, i Hagen, räddade en veteransoldat en 13-årig flicka efter att vanliga räddningsfordon inte kunde ta sig fram i tid.
Direkta skador orsakade av översvämningen i Tyskland uppskattades till 33,4 miljarder euro och indirekta skador till ytterligare 7,1 miljarder euro.

## Italien
Den 14 juli orsakade stormarna skador på jordbruksgrödor i nordöstra Italien och i Veneto dog en person.

## Luxemburg

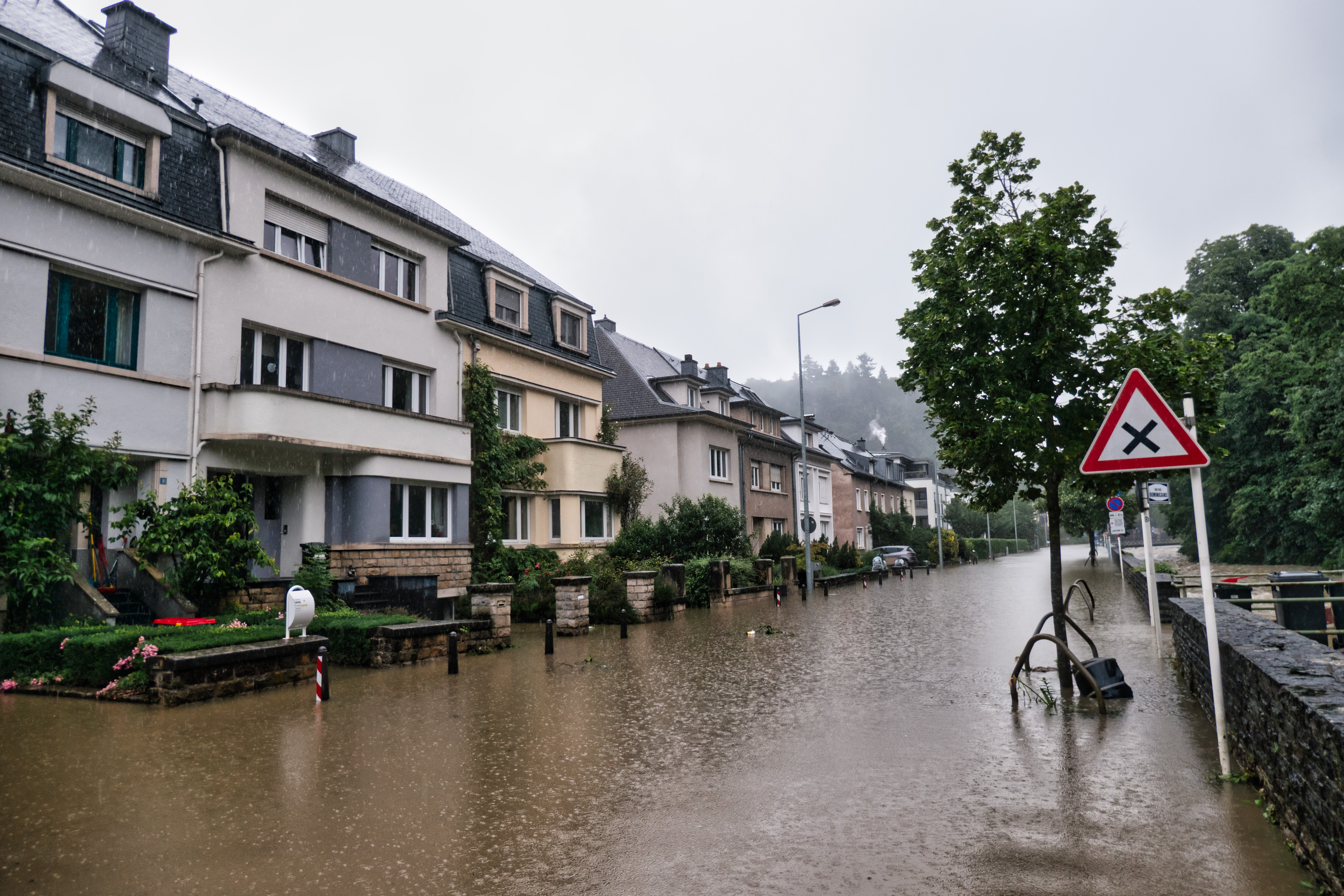
Översvämmad gata i Clausen i Luxemburg.

I Luxemburg evakuerades hundratals människor från sina hem i Echternach och Rosport. Många bostäder i Mersch, Beringen och Rollingen blev strömlösa. Sex personer fördes till en nödstation i Osweilers kulturcenter. Rosport sportcenter användes också som nödboende för människor som tvingats lämna sina hem.

## Nederländerna

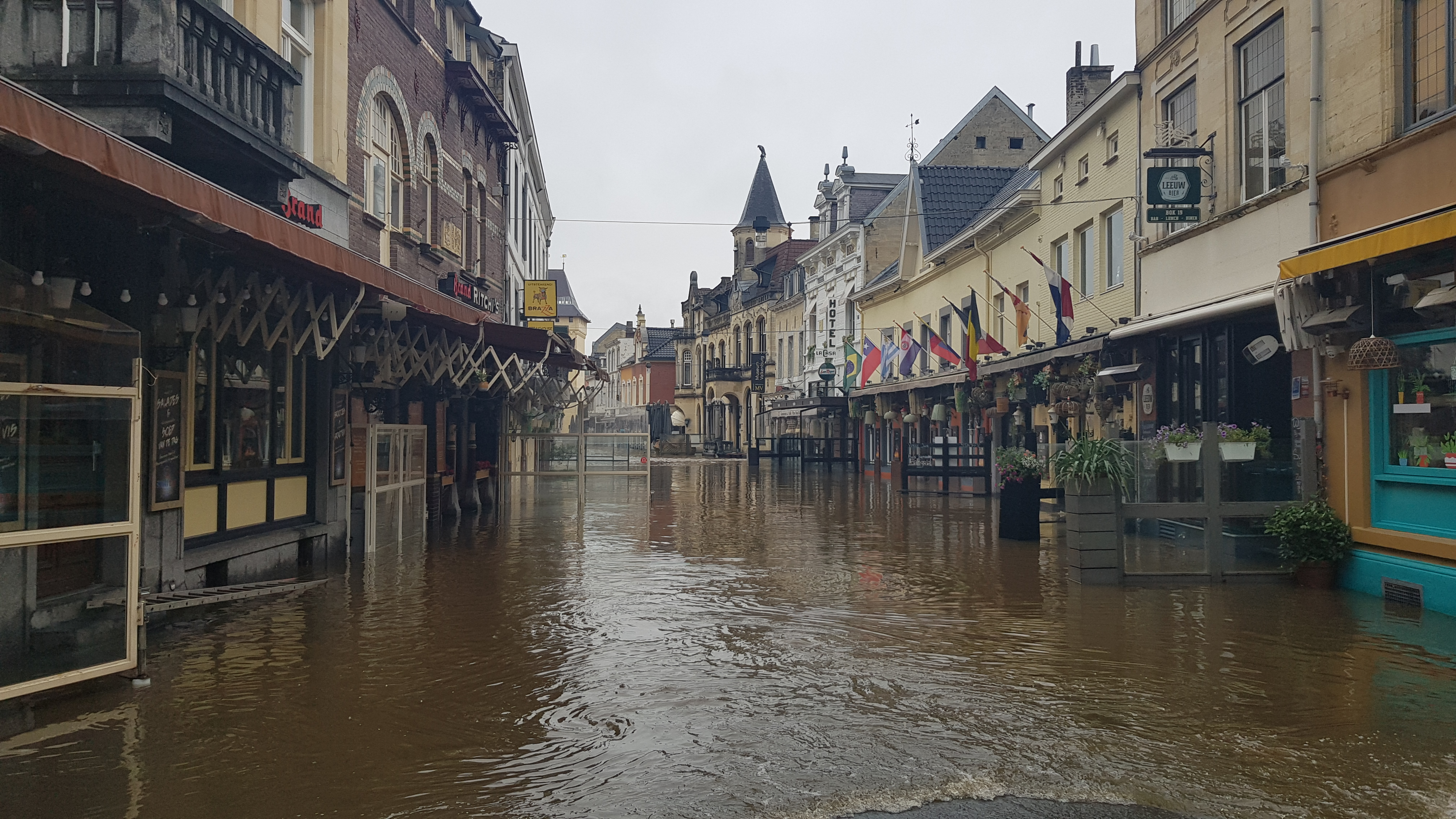
Översvämning av Geul i centrum i Valkenburg aan de Geul, Nederländerna.

I Nederländerna drabbades Valkenburg aan de Geul och andra områden i dalen vid floden Geul värst. I Valkenburg översvämmades flera gator i centrum och väster om centrum evakuerades tre vårdboenden. Den 15 juli besökte kung Willem Alexander och drottning Máxima staden. Efter att översvämningsvattnet hade dragit sig tillbaka uppskattades skadorna till 400 miljoner euro, varav hälften var affärsförluster. 700 hem gjordes obeboeliga och en bro kollapsade.
Den 16 juli bedömdes att en vall vid Julianakanalen riskerade att brista och flera byar evakuerades, men vallen klarade sig. Mer än 10 000 människor evakuerades i Venlo och de närliggande samhällena Belfeld, Steyl och Arcen samma kväll. VieCuri-sjukhuset i Venlo evakuerades också som en försiktighetsåtgärd mot översvämningar från Maas. Totalt överfördes 240 patienter till andra sjukhus i regionen. Nederbörden var över 200 mm på tre dagar. Undantagstillståndet i Limburg hävdes den 21 juli. Den holländska armén kallades in för att hjälpa till med saneringen och med att reparera skador.
Ett äldreboende i nordvästra Friesland översvämmades och evakuerades.

## Rumänien
I länet Alba förstörde regn och stormar tre hus och skadade ytterligare 20 allvarligt i Ocoliș. Mer än 220 mm nederbörd föll i detta område på fem timmar. Två människor dödades av översvämningar i Satu Mare och Iași. Mellan 15 och 20 juli orsakade kraftiga regn översvämningar på 80 orter i 20 län.

## Schweiz

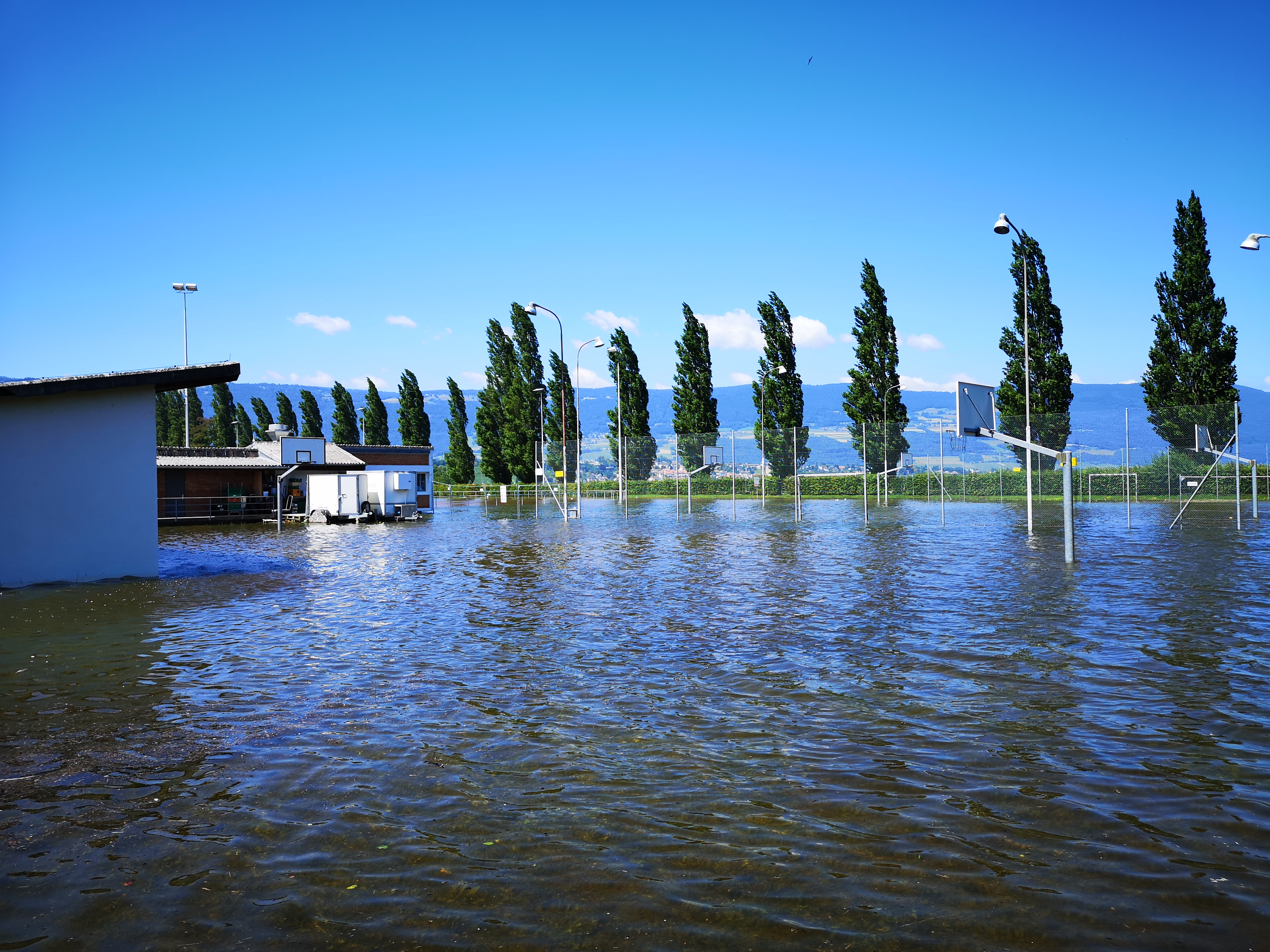
Översvämmad basketplan i Yverdon-les-Bains, Schweiz.

Den 15 juli varnade schweiziska vädertjänsten för översvämningar vid sjön Biel, Thunsjön och Luzernsjön, samt risk för jordskred. Medan vattennivåerna i de flesta sjöar höll på att sjunka den 20 juli, var sjön Neuchâtel fortfarande kvar på den högsta nivån sedan 1954. Flera järnvägssträckor stängdes tillfälligt och ett förbud mot containerfartyg på Rhen påverkade landets tillgång till bland annat petroleumprodukter.

## Storbritannien
Det avskurna lågtrycket som senare orsakade de allvarliga översvämningarna i Europa passerade Storbritannien den 12 juli, vilket gav mer nederbörd än på en genomsnittlig månad under 24-timmar över delar av landet. Särskilt allvarliga översvämningar rapporterades i Londonområdet, där 47.8 mm nederbörd registrerades den 12 Juli i väderstationen Kew. Londons brandkår fick mer än 1 000 samtal angående översvämningsincidenter.
I Notting Hill steg översvämningsvattnet med 0,46 m på mindre än fem minuter.
Flera tunnelbanestationer stängdes på grund av översvämningar, däribland Sloane Square, Chalk Farm, Hampstead och Wimbledon. Det fanns också en reducerad servicenivå vid Euston järnvägsstation, London ändstationen på West Coast Main Line och över London Overground och Thameslink nätverk.